# 皇帝 (宝塚歌劇)
『皇帝』（こうてい）は、宝塚歌劇団のミュージカル作品。星組公演。形式名は「宝塚ミュージカルロマン」。宝塚は14場、東京は15場。
作・演出は植田紳爾、演出は石田昌也。併演作品（本公演のみ）は『ヘミングウェイ・レビュー』。

## 解説
※『宝塚歌劇100年史（舞台編）』の宝塚大劇場公演参考。
紀元1世紀のローマ帝国。栄邁の誉れ高い皇帝ネロは、母のアグリッピナの横暴さを見かねて、自らの手で母を葬り、悪逆非道な暴君として生涯を全うしようと決意する。しかし、それは母の名誉を守るための偽りの姿だと、妻のオクタヴィアだけは見破っていた。
暴君として歴史に名高いネロに新しい角度から焦点を当て、その半生を描いた作品。ネロの強靭な精神性に光を当てて、悪の称号に毅然と向かう心の軌跡を描いた。トップスター・麻路さきの宝塚退団公演である。

## 公演期間と公演場所
- 1998年6月26日 - 8月3日[1]（新人公演：7月14日[4]）　宝塚大劇場
- 1998年10月10日 - 11月23日[2]（新人公演：10月27日[2]）　TAKARAZUKA1000days劇場（東京公演）

## スタッフ
※氏名の後ろに「宝塚」「東京」の文字がなければ両劇場共通。
- 作曲・編曲[1]：吉田優子/寺田瀧雄
- 音楽指揮[1]：岡田良機
- 振付[1]：羽山紀代美/藍エリナ/前田清実/若央りさ
- 装置[1]：石濱日出雄/関谷敏昭
- 衣装[1]：任田幾英
- 照明[1]：勝柴次朗
- 音響[1]：加門清邦
- 小道具[1]：伊集院撤也
- 効果[1]：切江勝
- 演技指導[1]：美吉左久子
- 演出助手[1]：大野拓史/児玉明子
- 装置補[1]：広森守
- 衣装補[1]：田口美香/河底美由紀
- 舞台進行[1]：川口俊一
- 舞台監督[2]：藤村信一（東京）/増田宏幸（東京）/武井隆二（東京）/木村信也（東京）
- 制作[1]：阿古健
- 演奏[1]：宝塚管弦楽団
- 衣装生地提供[1]：株式会社クラレ
- 演出担当（新人公演）[4][2]：大野拓史

## 特別出演（本公演）
※氏名の後ろの（）は1998年当時の所属組。
- 邦なつき（専科）[1]

## 主な配役
※下記のデータは宝塚・東京の両劇場共通。（）は新人公演。
- ネロ - 麻路さき[1]（音羽椋[4]）
- オクタヴィア - 星奈優里[1]（秋園美緒[4]）
- シーラヌス - 稔幸[1]（朝澄けい[4]）
- ブッスル - 絵麻緒ゆう[1]（真飛聖[4]）
- アグリッピナ - 邦なつき[1]（羽純るい[4]）
- セネカ - 千秋慎[1]（司祐輝[4]）